# عالم أشباح (فلم)
عالم أشباح (بالإنجليزية: Ghost World) هو فيلم كوميديا سوداء أمريكي جرى إنتاجه في سنة 2001، ويشارك في بطولته ثورا بيرش، سكارليت جوهانسون، براد رينفرو، إيليانا دوغلاس, الفيلم من إخراج تيري زويغوف ومُقتبس عن قصة مصورة تحمل نفس الاسم للكاتب دانيال كلويس. السيناريو من كتابة من كلويس وزويغوف ُعرض الفيلم لأول مرة في مهرجان سياتل السينمائي الدولي في عام 2001. لم يحقق الفيلم نجاحًا كبيرًا في شباك التذاكر، ولكنه حظي بإشادة النقاد. تم ترشيحه لجائزة أوسكار أفضل سيناريو مقتبس وأصبح فيما بعد فيلمًا ثقافيًا يحظى بشعبية كبيرة.

## الاصدار
عُرض فيلم "عالم الأشباح" لأول مرة في 16 يونيو 2001 في مهرجان سياتل السينمائي الدولي، واجه تقديرًا أقل من المعتاد من الجمهور، ولكنه حظى بإعجاب النقاد. تم عرضه أيضًا في عدة مهرجانات سينمائية حول العالم بما في ذلك مهرجان فانتازيا في مونتريال.
بعد العرض السينمائي للفيلم في الولايات المتحدة، تم إصدار "عالم الأشباح" على أشرطة الفيديو VHS وأقراص DVD عن طريق شركة MGM هوم إنترتينمنت في أوائل عام 2002. وتشمل الميزات الإضافية مشاهد محذوفة وبديلة، فيلم قصير "صنع عالم الأشباح"، فيديو موسيقي لأغنية "جان بيهيشان هو" من فيلم "غمنام"، والإعلان التشويقي الأصلي للفيلم. تم إصدار الفيلم على قرص بلو-راي في 30 مايو 2017 من قبل مجموعة The Criterion Collection، مع نقل 4K، ومقابلات مع الفنانين، وتعليق صوتي.

## روابط خارجية
- مقالات تستعمل روابط فنية بلا صلة مع ويكي بيانات